# Laghman
Laghman je nudlový pokrm z ujgurské kuchyně, se kterým se ale lze běžně setkat také v kazašské a kyrgyzské kuchyni, někdy i v kuchyni afghánské, tádžické, uzbecké, v kuchyni Krymských Tatarů a v kuchyni Předkavkazska. Jedná se o nudle s kousky masa, zeleninou, cibule a bylinkami, zalité obvykle pikantním vývarem, má více variant.
Slovo laghman nejspíše pochází z čínštiny, ze slova lamian (拉面), které označuje nudle.